# Episodi di Gunsmoke (quindicesima stagione)
La quindicesima stagione della serie televisiva Gunsmoke è andata in onda negli Stati Uniti dal 22 settembre 1969 al 23 marzo 1970 sulla CBS.
| nº | Titolo originale            | Prima TV USA      | Titolo italiano | Prima TV Italia |
| -- | --------------------------- | ----------------- | --------------- | --------------- |
| 1  | The Devil's Outpost         | 22 settembre 1969 |                 |                 |
| 2  | Stryker                     | 29 settembre 1969 |                 |                 |
| 3  | Coreyville                  | 6 ottobre 1969    |                 |                 |
| 4  | Danny                       | 13 ottobre 1969   |                 |                 |
| 5  | Hawk                        | 20 ottobre 1969   |                 |                 |
| 6  | A Man Called "Smith"        | 27 ottobre 1969   |                 |                 |
| 7  | Charlie Noon                | 3 novembre 1969   |                 |                 |
| 8  | The Still                   | 10 novembre 1969  |                 |                 |
| 9  | A Matter of Honor           | 17 novembre 1969  |                 |                 |
| 10 | The Innocent                | 24 novembre 1969  |                 |                 |
| 11 | Ring of Darkness            | 1º dicembre 1969  |                 |                 |
| 12 | MacGraw                     | 8 dicembre 1969   |                 |                 |
| 13 | Roots of Fear               | 15 dicembre 1969  |                 |                 |
| 14 | The Sisters                 | 29 dicembre 1969  |                 |                 |
| 15 | The War Priest              | 5 gennaio 1970    |                 |                 |
| 16 | The Pack Rat                | 12 gennaio 1970   |                 |                 |
| 17 | The Judas Gun               | 19 gennaio 1970   |                 |                 |
| 18 | Doctor Herman Schultz, M.D. | 26 gennaio 1970   |                 |                 |
| 19 | The Badge                   | 2 febbraio 1970   |                 |                 |
| 20 | Albert                      | 9 febbraio 1970   |                 |                 |
| 21 | Kiowa                       | 16 febbraio 1970  |                 |                 |
| 22 | Celia                       | 23 febbraio 1970  |                 |                 |
| 23 | Morgan                      | 2 marzo 1970      |                 |                 |
| 24 | The Thieves                 | 9 marzo 1970      |                 |                 |
| 25 | Hackett                     | 16 marzo 1970     |                 |                 |
| 26 | The Cage                    | 23 marzo 1970     |                 |                 |

## The Devil's Outpost
- Prima televisiva: 22 settembre 1969
- Diretto da: Philip Leacock
- Soggetto di: Bob Barbash

### Trama
- Guest star: Valentin de Vargas (Pacos), Warren Vanders (Bo Harper), I. Stanford Jolley (Tilman), Charles Kuenstle (Kelly), Robert Lansing (Yancy Tyce), Jonathan Lippe (Cody Tyce), Karl Swenson (McGruder), Sheila Larken (Abby Tilman), Ken Swofford (Loomis), Sabrina Scharf (Lora)

## Stryker
- Prima televisiva: 29 settembre 1969
- Diretto da: Robert Totten
- Scritto da: Herman Groves

### Trama
- Guest star: Walter Sande (Cal Hoskins), James Nusser (Louie Pheeters), Joan Van Ark (Sarah Jean Stryker), Royal Dano (Jessup), Andy Devine (Jed Whitlow), Mills Watson (Reager), Don Happy (cowboy), Ted French (Dish), Glenn Strange (Sam Noonan), Morgan Woodward (Josh Stryker)

## Coreyville
- Prima televisiva: 6 ottobre 1969
- Diretto da: Bernard McEveety
- Scritto da: Herman Groves

### Trama
- Guest star: Jo Ann Harris (Ellie Wylie), John Schuck (Amos Blake), Tom Hunter (Frank Corey), Bruce Glover (Titus Wylie), Nina Foch (Agatha Corey), Charles Fredericks (Clel Wilson), Bill Erwin (giurato), Ruth Roman (Flo Watson), James Almanzar (Rankin), Kevin Coughlin (Billy Joe Corey)

## Danny
- Prima televisiva: 13 ottobre 1969
- Diretto da: Bernard McEveety
- Scritto da: Preston Wood

### Trama
- Guest star: Tom Brown (Ed O'Connor), Woody Chambliss (Woody Lathrop), Rayford Barnes (Carl Dahlman), Scott Brady (Big Ed Heenan), Vito Scotti (Indiana), Steve Raines (conducente della diligenza), Glenn Strange (Sam Noonan), Frank Marth (Ed Wickes), Kelton Garwood (Percy Crump), Jack Albertson (Danny Wilson)

## Hawk
- Prima televisiva: 20 ottobre 1969
- Diretto da: Gunner Hellström
- Scritto da: Kay Lenard, Jess Carneol

### Trama
- Guest star: Louise Latham (Phoebe Clifford), Bill Hart (Renegade Indian), Hilary Thompson (Rachel Clifford), Glenn Randall Jr. (Renegade Indian), Brendon Boone (sergente Hawk), X Brands (Renegade Indian), Robert Brubaker (Dave Clifford), Michael-James Wixted (Amos Clifford)

## A Man Called "Smith"
- Prima televisiva: 27 ottobre 1969
- Diretto da: Vincent McEveety
- Scritto da: Calvin Clements Sr.

### Trama
- Guest star: William Fawcett (Old Prospector), Sid Haig (Buffalo Hunter), Margarita Cordova (ragazza nel saloon), Mike Durkin (Jonathan), Jacqueline Scott (Abelia Johnson), Roy Roberts (Harry Bodkin), Susan Olsen (Marieanne), Ted Jordan (Nathan Burke), Earl Holliman (Will), Val Avery (Bull)

## Charlie Noon
- Prima televisiva: 3 novembre 1969
- Diretto da: Vincent McEveety
- Scritto da: Jim Byrnes

### Trama
- Guest star: Edmund Hashim (Lone Wolf), James Best (Charlie Noon), Kipp Whitman (Takawa), Ron Howard (Jamie), Míriam Colón (donna)

## The Still
- Prima televisiva: 10 novembre 1969
- Diretto da: Gunner Hellström
- Scritto da: Calvin Clements Sr.

### Trama
- Guest star: Trent Lehman (Chester), Ted Jordan (Nathan Burke), Glenn Strange (Sam Noonan), J. Edward McKinley (Mr. Bishop), Lane Bradbury (Merry Florene), Shug Fisher (zio Titus), Anthony James (Elbert Moses), James Westerfield (Franks)

## A Matter of Honor
- Prima televisiva: 17 novembre 1969
- Diretto da: Robert Totten
- Scritto da: Joy Dexter

### Trama
- Guest star: Walter Sande (Cal Haines), Katherine Justice (Lydia Fletcher), James Nusser (Louie Pheeters), Tom Simcox (C.V. Fletcher), Larry D. Mann (pubblico ministero), John Anderson (Jess Fletcher), Jack Bailey (giudice Brooker), Richard Bakalyan (Billy Holland), Bob Burrows (lavoratore nel ranch), Dan Ferrone (Otis Fletcher), Glenn Strange (Sam Noonan)

## The Innocent
- Prima televisiva: 24 novembre 1969
- Diretto da: Marvin Chomsky
- Scritto da: Walter Black

### Trama
- Guest star: Eddie Little Sky (capo indiano), Anthony James (Loyal Yewker), Manuel Padilla Jr. (Indian Boy), Tom Nolan (Sonny), Barry Atwater (Pa Yewker), Lee De Broux (Zeal Yewker), Eileen Heckart (Athena Partridge Royce), Robert Williams (Phelps)

## Ring of Darkness
- Prima televisiva: 1º dicembre 1969
- Diretto da: Bernard McEveety
- Scritto da: Howard Dimsdale

### Trama
- Guest star: Anthony Caruso (Gulley), John Crawford (Pinto), Pamela Dunlap (Susan Hurley), Tom Drake (Ben Hurley), Rex Holman (Car)

## MacGraw
- Prima televisiva: 8 dicembre 1969
- Diretto da: Philip Leacock
- Scritto da: Kay Lenard, Jess Carneol

### Trama
- Guest star: Tom Brown (Ed O'Connor), Sid Haig (Crawford), Sam Edwards (frequentatore bar), J. D. Cannon (Jake MacGraw), Bobby Hall (Hamilton), Allen Jaffe (Ed Crawford), Ted Jordan (Nathan Burke), Glenn Strange (Sam Noonan), Charles Kuenstle (Wilkes), Michael Larrain (Dave Wilson), Sam Melville (Garvey), Ned Wertimer (Jed Douglas), Diana Ewing (Ella Horton)

## Roots of Fear
- Prima televisiva: 15 dicembre 1969
- Diretto da: Philip Leacock
- Soggetto di: Arthur Browne, Jr.

### Trama
- Guest star: Arthur Peterson (giudice Brooker), Cliff Osmond (Daniel Sadler), Warren Vanders (Ridge Sadler), Roy Roberts (Mr. Botkin), Jodie Foster (Susan Sadler), Walter Burke (George Acton), Tom Brown (Ed O'Connor), John Anderson (Amos Sadler), Ted Jordan (Nathan Burke), Robert Karnes (Charlie), Louise Latham (Emilie Sadler), Paul Micale (Assistant Teller), Hank Wise (cittadino)

## The Sisters
- Prima televisiva: 29 dicembre 1969
- Diretto da: Philip Leacock
- Scritto da: William Kelley

### Trama
- Guest star: Lynn Hamilton (Mother Tabitha), Jack Elam (Pack Landers), Erica Petal (Gail), Craig Hundley (Toby), Susan Batson (Sorella Blanche), Gloria Calomee (Sorella Charles), CeCe Whitney (Ivy Landers)

## The War Priest
- Prima televisiva: 5 gennaio 1970
- Diretto da: Bernard McEveety
- Scritto da: William Kelley

### Trama
- Guest star: Glenn Strange (Sam Noonan), Sam Melville (tenente Snell), Forrest Tucker (sergente Emmet Holly), Tom Sutton (sentinella), Richard Anderson (Gregario), John Crawford (Amos Strange), Vince Deadrick, Sr. (Trooper), Richard Hale (El Cuerno), Pete Kellett (Shotgun), Link Wyler (sentinella)

## The Pack Rat
- Prima televisiva: 12 gennaio 1970
- Diretto da: Philip Leacock
- Soggetto di: Arthur Browne, Jr.

### Trama
- Guest star: Robert Rothwell (Shotgun), Manuel Padilla Jr. (Sancho), Heidi Vaughn (Martha Mason), Loretta Swit (Belle Clark), Robert Brubaker (Jake Hawkins), Bill Catching (Trapp), Woody Chambliss (Woody Lathrop), Glenn Strange (Sam Noonan), William Watson (Sam Danton)

## The Judas Gun
- Prima televisiva: 19 gennaio 1970
- Diretto da: Vincent McEveety
- Scritto da: Harry Kronman

### Trama
- Guest star: William Fawcett (stalliere), Ron Hayes (Boyd Avery), Margarita Cordova (ragazza nel saloon), Brad David (Teddy), Glenn Strange (Sam Noonan), Richard X. Slattery (Noah Haimes), Ralph Neff (Town Bum), Laurie Mock (Janie Bolden), Sean McClory (Clete Bolden), Peter Jason (Cully Haimes), Tom Brown (Ed O'Connor)

## Doctor Herman Schultz, M.D.
- Prima televisiva: 26 gennaio 1970
- Diretto da: Bernard McEveety
- Soggetto di: Benny Rubin

### Trama
- Guest star: Glenn Strange (Sam Noonan), Howard Culver (Howie Uzzell), Pete Kellett (Stoney), Ted Jordan (Nathan Burke), Benny Rubin (dottore Herman Schultz)

## The Badge
- Prima televisiva: 2 febbraio 1970
- Diretto da: Vincent McEveety
- Scritto da: Jim Byrnes

### Trama
- Guest star: Jack Lambert (Locke), James Nusser (Louie Pheeters), William O'Connell (Jackson), John Milford (John Dawson), Fred Coby (Sloan), John C. Flinn III (Worden), Roy Jenson (Keller), Henry Jones (Papa Steiffer), Ted Jordan (Nathan Burke), Glenn Strange (Sam Noonan), Mary Angela Shea (Bea)

## Albert
- Prima televisiva: 9 febbraio 1970
- Diretto da: Vincent McEveety
- Scritto da: Jim Byrnes

### Trama
- Guest star: Robert Random (Tom Clark), Roy Roberts (Mr.Botkin), Milton Selzer (Albert Schiller), William Schallert (Jake Spence), Patricia Barry (Kate Schiller), L. Q. Jones (Nix), Natalie Masters (Mrs. Bodkin), Dorothy Neumann (Emily Cushing), Glenn Strange (Sam Noonan)

## Kiowa
- Prima televisiva: 16 febbraio 1970
- Diretto da: Bernard McEveety
- Scritto da: Ron Bishop

### Trama
- Guest star: John Beck (Albert Vail), Angela Carrol (Indian Woman), Joyce Ames (Melissa Vail), Richard Angarola (Quichero), Lucas White (Russ Vail), Dub Taylor (reverendo Finney Cox), Glenn Strange (Sam Noonan), Ted Jordan (Nathan Burke), Richard Lapp (Tomani), Victor French (Ed Vail), Jean Allison (Martha Vail)

## Celia
- Prima televisiva: 23 febbraio 1970
- Diretto da: Philip Leacock
- Scritto da: Harry Kronman

### Trama
- Guest star: Steve Raines (conducente della diligenza), George Petrie (cassiere), Charles Seel (Barney Danches), Roy Roberts (Harry Bodkin), Vince Deadrick, Sr. (cowboy), Ace Hudkins (cowboy), Frank Marth (Martin Blake), Troy Melton (conducente), Melissa Murphy (Celia Madden), Cliff Osmond (Ben Sommars), Glenn Strange (Sam Noonan)

## Morgan
- Prima televisiva: 2 marzo 1970
- Diretto da: Bernard McEveety
- Scritto da: Jess Carneol, Kay Lenard

### Trama
- Guest star: Read Morgan (tenente), Mills Watson (Greer), Steve Forrest (Morgan)

## The Thieves
- Prima televisiva: 9 marzo 1970
- Diretto da: Philip Leacock
- Scritto da: Thomas Thompson

### Trama
- Guest star:

## Hackett
- Prima televisiva: 16 marzo 1970
- Diretto da: Vincent McEveety
- Scritto da: William Kelley

### Trama
- Guest star: Steve Forrest (Hackett), Earl Holliman (Will Hackett), Morgan Woodward (Quint Sargent)

## The Cage
- Prima televisiva: 23 marzo 1970
- Diretto da: Bernard McEveety
- Scritto da: Calvin Clements Sr.

### Trama
- Guest star: